# Herz-Jesu-Kirche (Latakia)

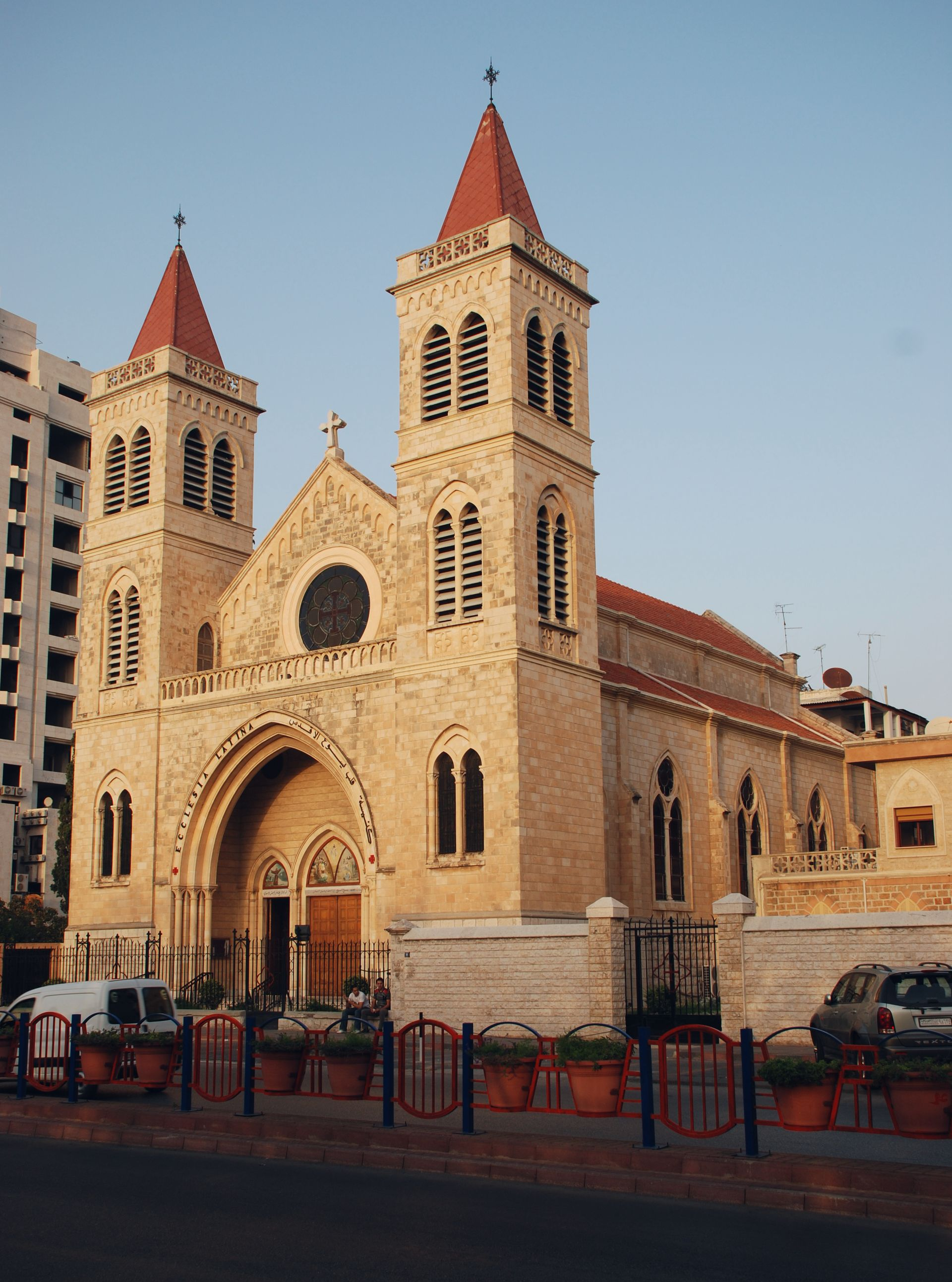
Herz-Jesu-Kirche Latakia, 2009

Die Herz-Jesu-Kirche (arabisch كنيسة قلب اليسوع الأقدس) oder Lateinische Kirche (كنيسة اللاتين) ist die Kirche der römischen Katholiken in Latakia in Syrien. Sie ist auch für die syrischen und armenischen Katholiken der Stadt zuständig.

## Standort
Die Kirche steht in der Innenstadt von Latakia an der Ostseite der Bagdader Straße (شارع بغداد) nördlich der al-Sulaiba-Straße (شارع الصليبة) und südlich der Yarmuk-Straße (شارع اليرموك), nahe an den Hafenanlagen.

## Geschichte
Die Franziskaner (OFM) kamen 1733 nach Latakia. Der erste hier tätige Priester war ab 1734 Pater Dominic Marwiati. 1829 bauten sie ein kleines Kloster und eine erste lateinische Kirche. Außerdem betrieben sie eine Schule für Jungen und eine für Mädchen. In der französischen Mandatszeit wurde an diesem Ort neben dem Hafen Latakia nach Plänen eines französischen Ingenieurs die heutige Kirche gebaut und am 19. März 1933 von Bischof Verdiano Gianin eingeweiht. Nach dem Rückzug der Franzosen 1946 aus Latakia kauften die Franziskaner von ihnen die große Schule, die sie bis 1967 betrieben.
Beim Erdbeben in der Türkei und Syrien 2023 kam es zu Schäden an der Kirche.

## Die Kirche und ihre Ausstattung
Das lateinische Kloster gilt als das größte Kloster in der Stadt Latakia. Es verfügt über einen großen Garten, eine große Halle, Spielplätze und Gebäude. Die lateinische Kirche gehört zu den größten der Stadt. Es handelt sich um eine geostete Basilika, an deren zur Straße weisenden Westseite beiderseits zwei große Glockentürme mit Pyramidendach und quadratischem Querschnitt stehen, dazwischen der große, spitzbogige Haupteingang mit drei Eingangstüren, von denen die mittlere größer als die beiden äußeren ist.

## Die Kirchengemeinde
Die Franziskaner kümmern sich in Latakia nicht nur um die römischen Katholiken, sondern auch um die Angehörigen der syrisch-katholischen und der armenisch-katholischen Kirche, weil diese keine Kirche und keine eigenen Priester haben. Die Zahl der Priester, die bisher in der Kirche gearbeitet haben, liegt bei etwa 90.
Im Jahr 2007 war Pater Antoine Luxa der Pfarrer der Kirche.